# 음란한 가족
"음란한 가족"은 2015년에 개봉한 대한민국의 영화이다.

## 캐스팅
- 한수아: 연우 역
- 한성식: 상구 역
- 백익남: 영우 역
- 김영빈: 영우 역
- 김준성: 영만 역
- 고재천: 기태 역
- 박인영: 수진 역
- 김열: 유정 역
- 이요성: 인규 역
- 권오수: 부동산주인 역
- 김민상: 유치원버스운전수 역
- 강예서: 영만여자친구 역
- 곽동현: 영우친구 역
- 오시은: 유치원여교사 역
- 김솔: 카페여자종업원 역
- 민수지: 당구장주인 역
- 진태이: 카페남자종업원 역
- 유치길: 포장마차주인(목소리) 역
- 김영민: 모텔 남자(목소리) 역
- 조미영: 인규부인 역
- 차영수: 인규아들 1 역
- 황영국: 인규아들 2 역
- 안병경: 승삼 역(우정출연)
- 선우일란: 정순 역(우정출연)
- 김강일: 세탁소주인 역(우정출연)
- 최국: 재료상 역(우정출연)
- 신기루: 성미 역(우정출연)
- 정우일: 현서카페남자 역(우정출연)